# Морсан сир Орж
Морсан сир Орж (фр. Morsang-sur-Orgen) град је у Француској у региону Ил де Франс, у департману Есон.
По подацима из 2010. године број становника у месту је био 20.944.

## Географија

### Клима
| Клима (Морсан сир Орж)     | Клима (Морсан сир Орж) | Клима (Морсан сир Орж) | Клима (Морсан сир Орж) | Клима (Морсан сир Орж) | Клима (Морсан сир Орж) | Клима (Морсан сир Орж) | Клима (Морсан сир Орж) | Клима (Морсан сир Орж) | Клима (Морсан сир Орж) | Клима (Морсан сир Орж) | Клима (Морсан сир Орж) | Клима (Морсан сир Орж) | Клима (Морсан сир Орж) |
| Показатељ \ Месец          | .Јан.                  | .Феб.                  | .Мар.                  | .Апр.                  | .Мај.                  | .Јун.                  | .Јул.                  | .Авг.                  | .Сеп.                  | .Окт.                  | .Нов.                  | .Дец.                  | .Год.                  |
| -------------------------- | ---------------------- | ---------------------- | ---------------------- | ---------------------- | ---------------------- | ---------------------- | ---------------------- | ---------------------- | ---------------------- | ---------------------- | ---------------------- | ---------------------- | ---------------------- |
| Средњи максимум, °C (°F)   | 6,1 (43)               | 7,6 (45,7)             | 11,4 (52,5)            | 14,6 (58,3)            | 18,6 (65,5)            | 21,8 (71,2)            | 24,5 (76,1)            | 24,2 (75,6)            | 20,8 (69,4)            | 15,8 (60,4)            | 9,9 (49,8)             | 6,8 (44,2)             | 15,2 (59,4)            |
| Просек, °C (°F)            | 3,4 (38,1)             | 4,3 (39,7)             | 7,1 (44,8)             | 9,7 (49,5)             | 13,4 (56,1)            | 16,4 (61,5)            | 18,8 (65,8)            | 18,5 (65,3)            | 15,6 (60,1)            | 11,5 (52,7)            | 6,7 (44,1)             | 4,3 (39,7)             | 10,8 (51,4)            |
| Средњи минимум, °C (°F)    | 0,7 (33,3)             | 1,0 (33,8)             | 2,8 (37)               | 4,8 (40,6)             | 8,3 (46,9)             | 11,1 (52)              | 13,0 (55,4)            | 12,8 (55)              | 10,4 (50,7)            | 7,2 (45)               | 3,5 (38,3)             | 1,7 (35,1)             | 6,4 (43,5)             |
| Количина падавина, mm (in) | 47,6 (18,74)           | 42,5 (16,73)           | 44,4 (17,48)           | 45,6 (17,95)           | 53,7 (21,14)           | 51,0 (20,08)           | 52,2 (20,55)           | 48,5 (19,09)           | 55,6 (21,89)           | 51,6 (20,31)           | 54,1 (21,3)            | 51,5 (20,28)           | 598,3 (235,55)         |
| [ тражи се извор ]         |                        |                        |                        |                        |                        |                        |                        |                        |                        |                        |                        |                        |                        |

## Демографија
| 1962. | 1968.  | 1975.  | 1982.  | 1990.  | 2011.  |
| ----- | ------ | ------ | ------ | ------ | ------ |
| 8 604 | 15 258 | 20 156 | 20 332 | 19 401 | 21.043 |